# Hans Acker
Pour les articles homonymes, voir Acker.

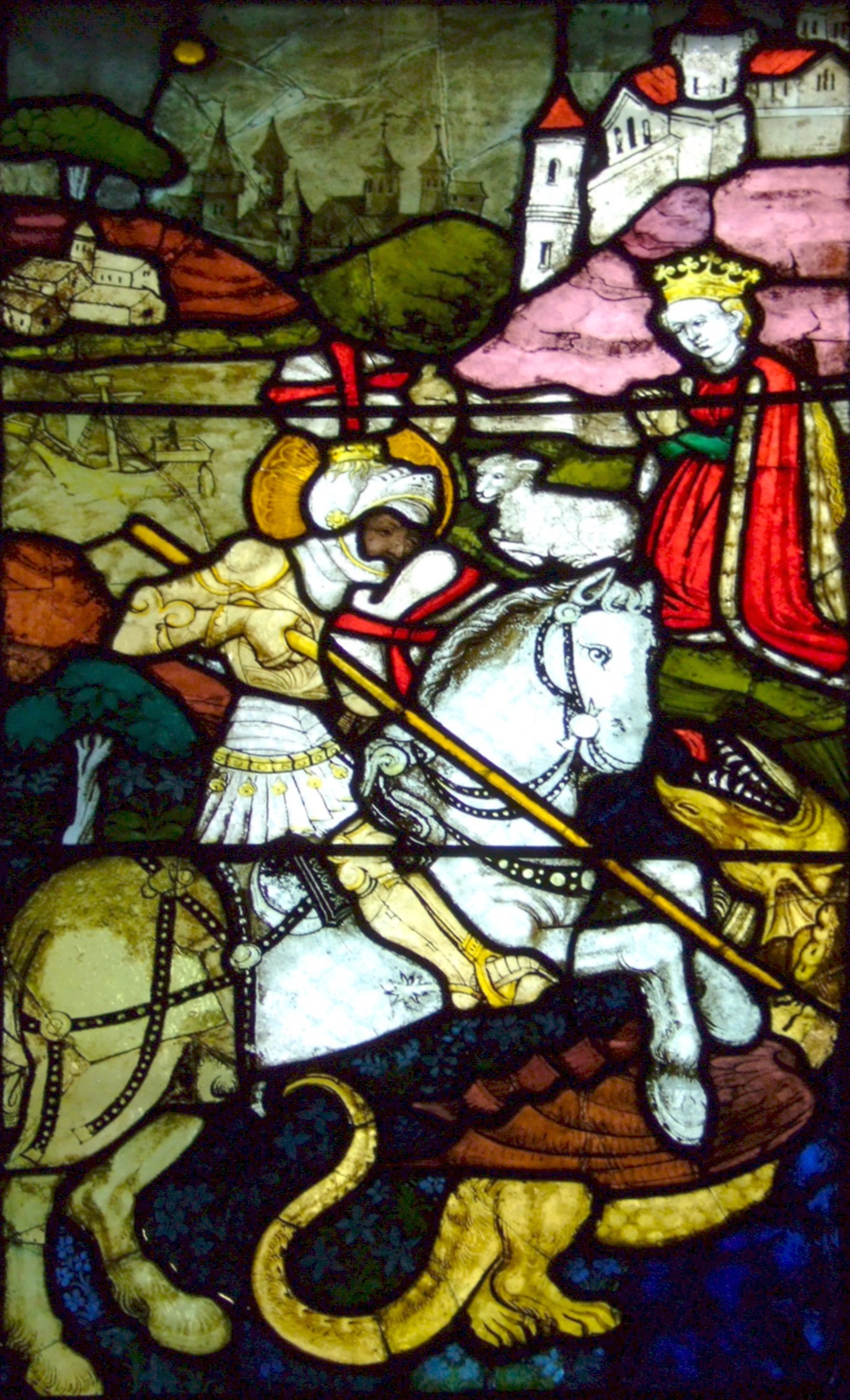
Saint-Georges, Vitrail, cathédrale d'Ulm

Hans Acker est un peintre-verrier allemand (vers 1382 - 1461 à Ulm). Il travailla notamment à la collégiale Saint-Vincent de Berne et la « cathédrale » d'Ulm. Il appartient à la famille d'artistes Acker qui eut plusieurs représentants à Ulm tels que Jacob Acker l'Ancien (de) et Jacob Acker le Jeune (de). Les données biographiques exactes ne sont pas claires.
Le style Acker va de ce que l'on nomme le Weichen Stil, représentatif de l'idéal de beauté du monde courtois du XVe siècle, au réalisme de style gothique tardif. Il prépare la génération de Hans Multscher, Lukas Moser et Konrad Witz. Il est également un des premiers promoteurs de l'école d'Ulm[réf. nécessaire]. Ses arrière-plans représentent des paysages et témoignent d'une grande attention aux détails (comme les fleurs, les lacs, les montagnes, les silhouettes de la ville).

## Galerie

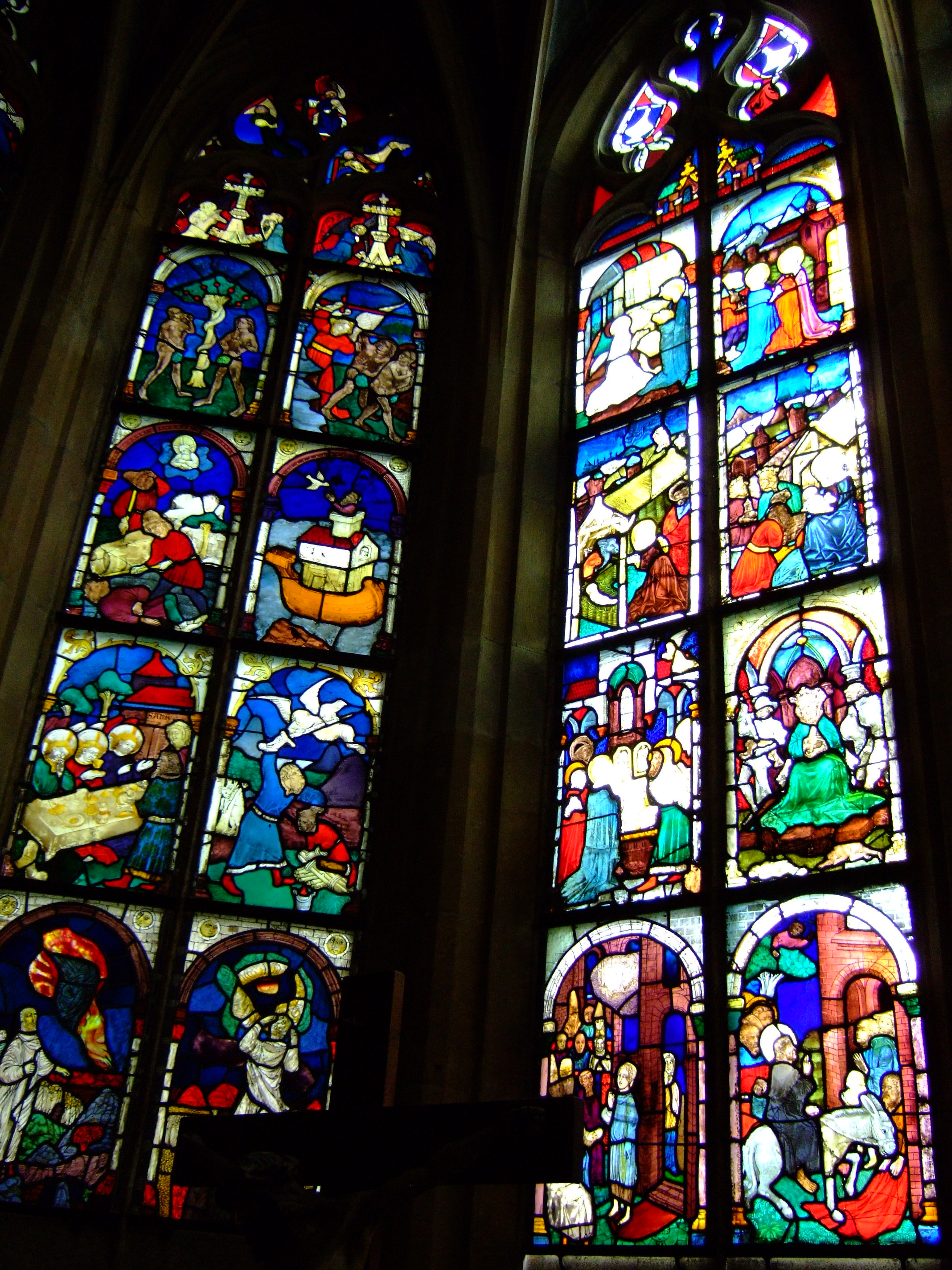
Le 2e et 3e vitrail du Chœur de la Besserer-Kapelle
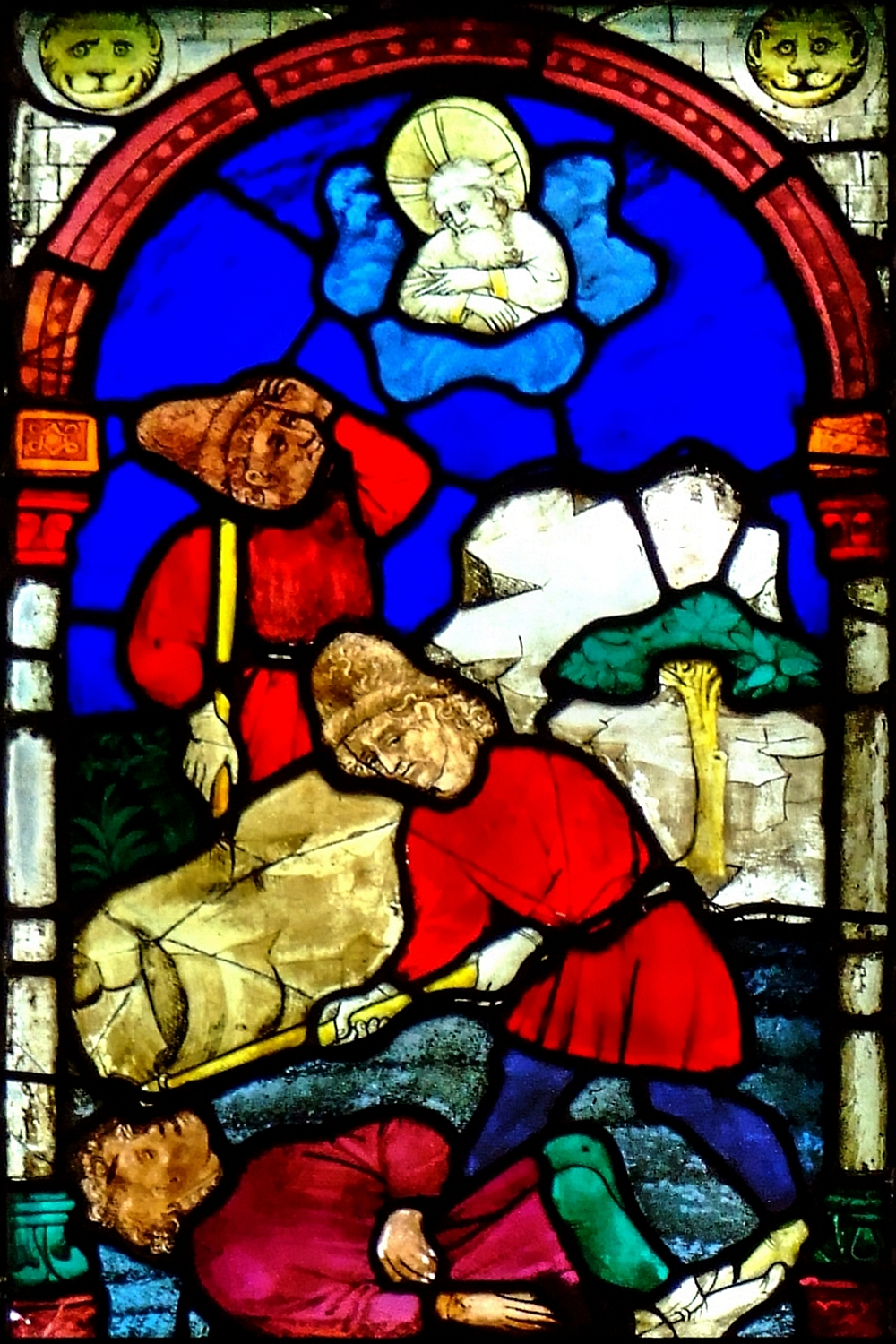
La mort du frère, Détail du 2e vitrail
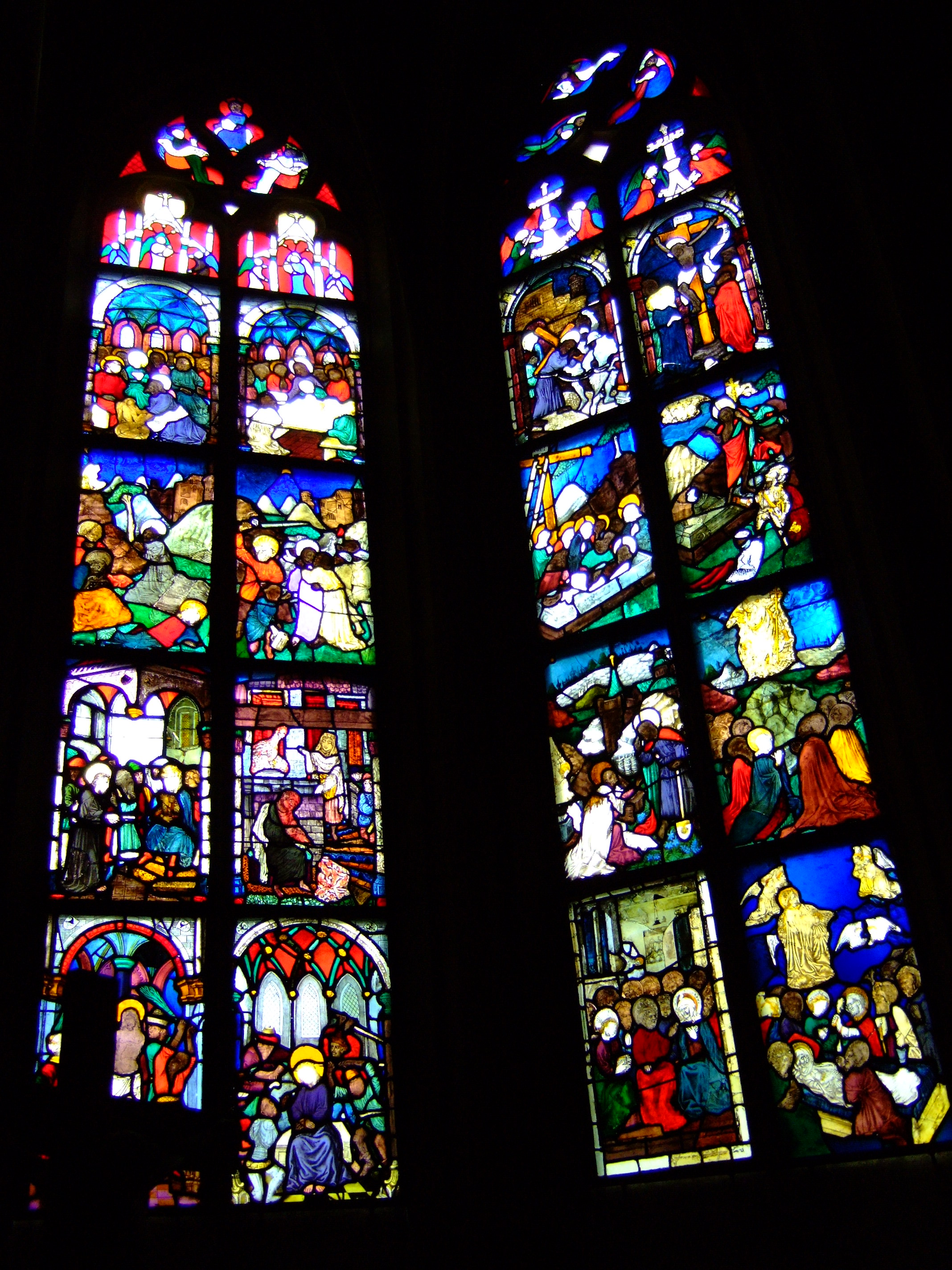
Le 4e et 5e vitrail du Chœur de la Besserer-Kapelle